# Haifa (distrito)

Distrito de Haifa

O Distrito de Haifa (hebraico: מחוז חיפה, Mehoz Ḥeifa) é uma circunscrição administrativa em torno da cidade de Haifa, Israel. O distrito é um dos seis distritos administrativos do Estado de Israel e sua capital é a cidade de  Haifa. Possui uma área de 864 km².
Segundo estatísticas do governo de Israel, no final de 2005, a população do distrito situava-se em torno de 858.000 habitantes, dos quais 71,27% eram judeus, 18,81% eram árabes muçulmanos, 1,78% eram árabes cristãos, 2,52% eram drusos e 4,9 % são "não classificadas por religião". A população da região cresceu a uma taxa média anual de 0,8%.

## Etimologia
A origem final do nome Haifa permanece obscura. Uma teoria afirma que deriva do nome do sumo sacerdote Caifás. Alguns cristãos acreditam que foi nomeado para São Pedro, cujo nome aramaico era Keiphah. Outra teoria sustenta que poderia ser derivado da raiz do verbo hebraico חפה (hafa), que significa cobrir ou proteger, ou seja, o Monte Carmelo cobre Haifa; outros apontam para uma possível origem na palavra hebraica חוֹף (hof), que significa "costa", ou חוֹף יָפֶה (hof yafe), que significa "bela costa".
Outras grafias em inglês incluem Caipha, Kaipha, Caiffa, Kaiffa e Khaifa

## Sub-regiões administrativas
| Cidade | Conselhos locais | Conselho regional                             |
| --- | --- | --------------------------------------------- |
| - Baqa-Jatt - Cidade de Carmel - Hadera - Haifa - Nesher - Or Aqiva - Qiryat Ata - Qiryat Bialik - Qiryat Motzkin - Qiryat Yam - Tirat Carmel - Umm al-Fahm | - Ar'ara - Basma - Binyamina-Giv'at Ada - Fureidis - Jisr az-Zarqa - Kafr Qara - Katzir-Harish - Ma'ale Iron - Pardes Hanna-Karkur - Qiryat Tivon - Rekhasim - Zihron Yaakov | - Alona - Costa de Carmel - Menashe - Zevulun |